# Chisasibi (terre réservée crie)
Pour les articles homonymes, voir Chisasibi.
Chisasibi (en cri : ᒋᓵᓰᐲ) est une terre réservée crie située à l'est de la baie James, en Eeyou Istchee dans la région administrative du Nord-du-Québec, au Québec. Il s'agit du lieu habité le plus septentrional au Québec accessible par route. Elle comprend un milieu urbanisé et y vivent les membres de la Nation crie de Chisasibi.   
Comme plusieurs autres entités autochtones, Waswanipi est composée d'une terre réservée crie de catégorie IA, de juridiction fédérale, ainsi que d'une municipalité de village cri du même nom de catégorie IB, de juridiction provinciale.  
En nombre d'habitants, Chisasibi est la plus grande localité du Nord-du-Québec après Chibougamau.  

## Toponymie
« Chisasibi » signifie précisément « la grande rivière ». Auparavant, l'endroit était appelé par plusieurs « Fort-George », nom donné en l'honneur d'un responsable du poste de traite de fourrure situé à cet endroit,. 

## Géographie
La terre réservée crie de Chisasibi est située dans le territoire d'Eeyou Istchee dans la région du Nord-du-Québec, au Québec. La terre est sous juridiction fédérale tandis que le village cri de Chisasibi est sous juridiction provinciale. Cette terre réservée crie correspond aux terres de catégorie IA de la Convention de la Baie-James et du Nord québécois attribuées à la Nation crie de Chisasibi. 
Le territoire de la terre réservée crie doit être distingué du territoire de la municipalité de village cri homonyme. Situé principalement sur la rive sud de la rivière La Grande, il s'étend du littoral de la baie James jusqu'à environ 30 à 35 kilomètres à l'est. En plus de comprendre le noyau urbanisé de Chisasibi – situé à une dizaine de kilomètres de l'embouchure de la rivière sur la baie James – la terre réservée crie comprend l'île de Fort George. 

## Histoire
Traditionnellement, les Cris étaient nomades et leur sédentarisation est plutôt récente. L'établissement d'un poste de traite de la fourrure sur l'île de Fort-George en 1803 par la Compagnie de la Baie-d'Hudson favorise d'ailleurs leur sédentarisation. Les Cris de Chisasibi s'établirent sur l'île de Fort-George avant de déménager l'ensemble de leur village en 1980, à son emplacement actuel, sur la rive sud de la rivière La Grande. La relocalisation était entre autres nécessaire dû à l'érosion des berges de l'île causée par la construction de barrages hydroélectriques qui ont modifié les dynamiques de courant du fleuve,,.   
Chisasibi a été établie au début des années 1980 lors de la fermeture et le déménagement de l'ancien village, Fort George, qui était situé 10 km à l'ouest du village actuel sur une île à l'embouchure de la Grande Rivière.

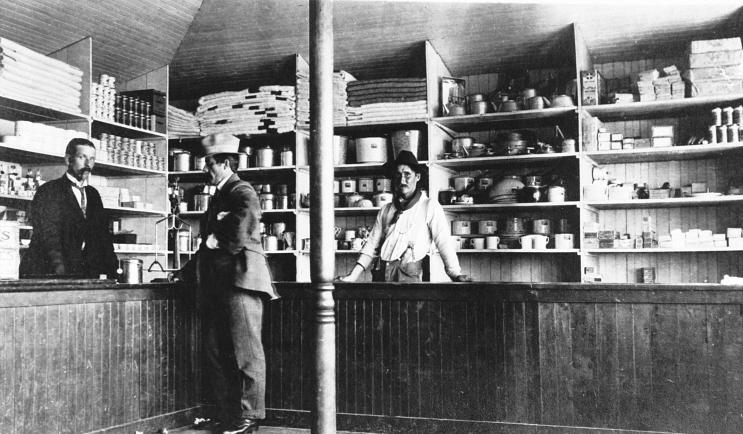
Intérieur du magasin de Révillon Frères à Fort George vers 1910.

## Démographie
Étant le siège de la Nation crie de Chisasibi, les habitants du village sont majoritairement des Cris. Quelques Inuits y habitent également. Le village a une population d'environ 6 000 habitants en 2016.

### Langues

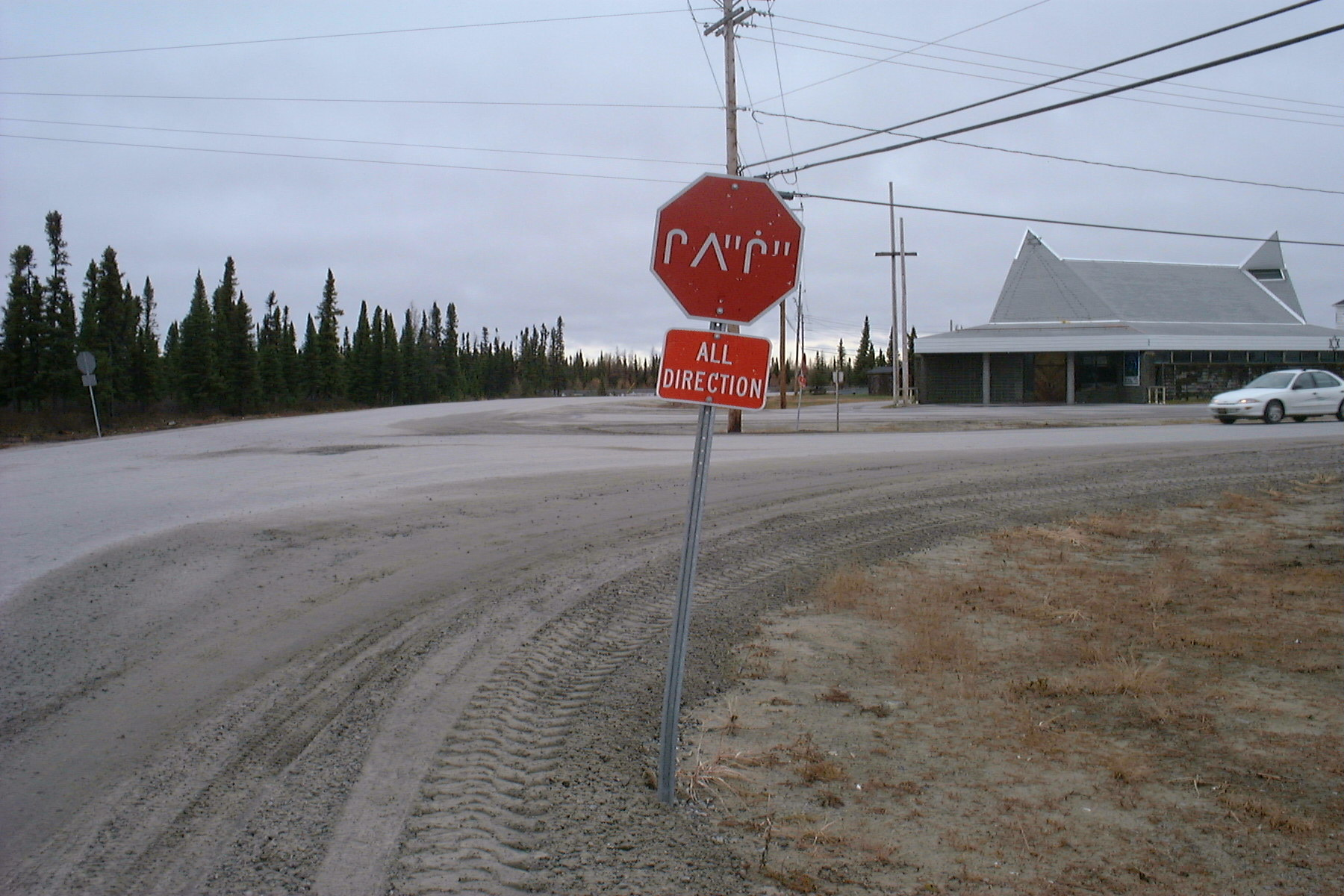
Panneau « Arrêt » en cri.

À Chisasibi, selon l'Institut de la statistique du Québec, les langues parlées les plus souvent à la maison en 2011, sur une population de 4 470 habitants, est le cri à 86,13 %, l'anglais à 7,94 % et le français à 3,13%. Seuls quelques personnes parlent encore l'inuit.

## Éducation

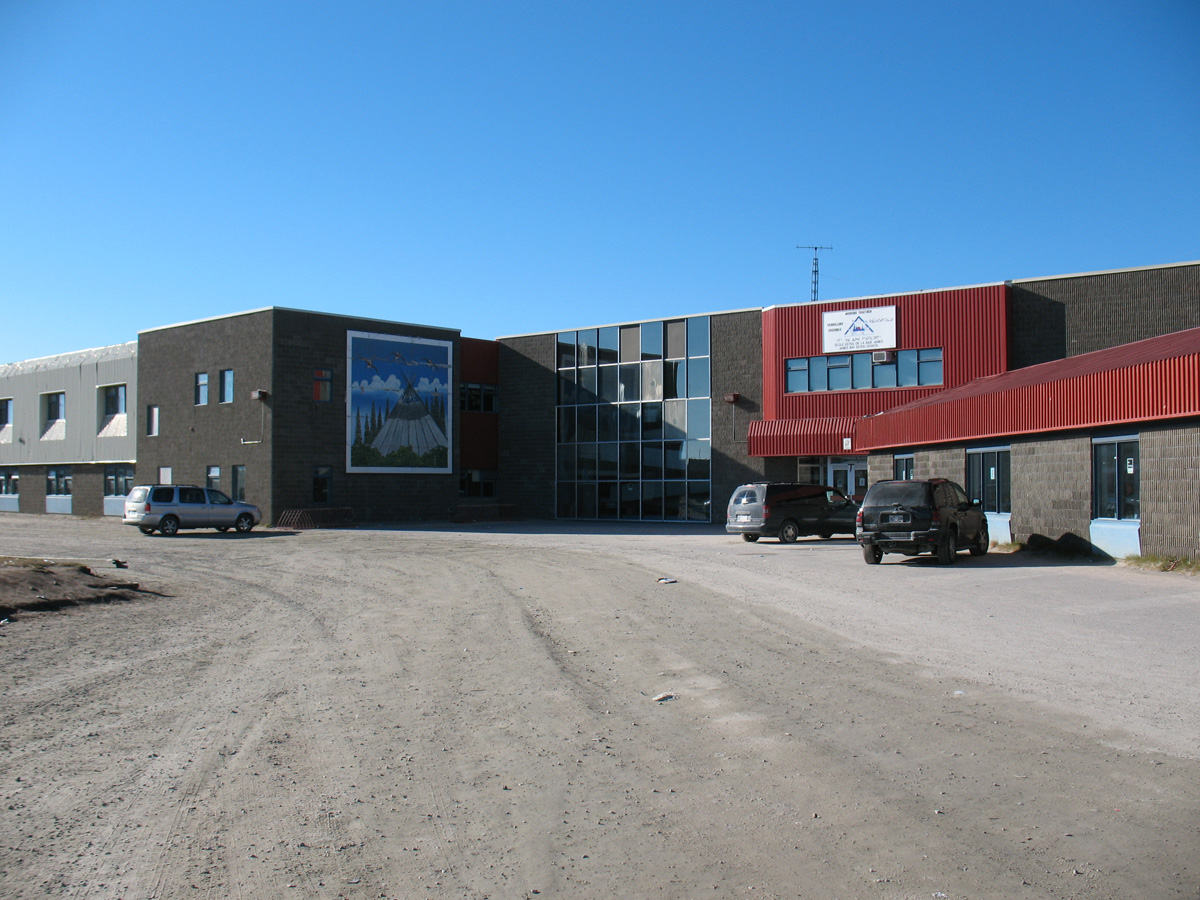
École Eeyou de la Baie-James.

La Commission scolaire crie est chargée d'offrir les services d'enseignement primaire et secondaire publics sur le territoire d'Eeyou Istchee. À Chisasibi, se trouvent l'école primaire Waapinichikush et l'école secondaire Eeyou de la Baie-James (James Bay Eeyou School ou JBES; ᒉᐃᒥᔅ ᐯᐃ ᐄᔨᔨᐤ ᒋᔅᑯᑎᒫᒑᐅᑭᒥᒄ). 
L'école Eeyou est inaugurée en 1980. Auparavant, les élèves d'autres villes de la région de la Baie-James (Eastmain, Whapmagoostui et Wemindji) fréquentaient l'école Eeyou dans son internat. En 2017, un total de 398 élèves fréquentait l'école secondaire.

## Chisasibi dans la littérature
Richard Vézina a publié un roman intitulé Chisasibi (éditions Carte blanche, 2011). L'écrivain québécois Vincent Thibault y a également situé son roman Les Bêtes (éditions de la Pleine lune, 2012).